# Papà a tempo pieno
Papà a tempo pieno (Man with a Plan) è una serie televisiva statunitense trasmessa dal 24 ottobre 2016 al'11 giugno 2020 dall'emittente CBS. In Italia viene trasmessa in prima visione assoluta su Rai 2 dal 23 luglio 2018.

## Trama
Pittsburgh. Quando la moglie Andi decide di riavviare la sua carriera professionale, Adam è costretto a passare più tempo a casa e assumersi maggiori responsabilità nell'accudire i loro tre figli piccoli.

## Episodi
| Stagione         | Episodi | Prima TV USA | Prima TV Italia |
| ---------------- | ------- | ------------ | --------------- |
| Prima stagione   | 22      | 2016-2017    | 2018-2019       |
| Seconda stagione | 21      | 2017-2018    | 2019            |
| Terza stagione   | 13      | 2019         | 2019-2020       |
| Quarta stagione  | 13      | 2020         | 2021            |

## Personaggi e interpreti

### Principali
- Adam (stagioni 1-4), interpretato da Matt LeBlanc, doppiato da Massimo Bitossi.
Contractor che si ritrova a dover passare più tempo tra le mura domestiche dopo che la moglie ricomincia a lavorare. È in affari con suo fratello maggiore Don, alla Burns Brothers Construction, è un marito e padre amorevole, sotto molti aspetti racchiude in sé molto degli stereotipi del classico uomo di casa, ovvero abitudinario, pigro e amante dello sport.
- Andi (stagioni 1-4), interpretata da Liza Snyder, doppiata da Daniela Calò.
È la moglie di Adam, la quale, dopo tredici anni da casalinga, decide di tornare nel mondo del lavoro. È una donna affettuosa e comprensiva, lei spesso compensa l'immaturità del marito. Andi lavora in ospedale nei laboratori per le analisi, ma quando viene licenziata decide di lavorare con Adam come arredatrice di interni.
- Kate (stagioni 1-4), interpretata da Grace Kaufman, doppiata da Arianna Vignoli.
È la figlia maggiore, preadolescente, di Adam e Andi. È la classica ragazza ribelle.
- Teddy (stagioni 1-4), interpretato da Matthew McCann, doppiato da Alessandro Carloni.
È il secondo figlio di Adam e Andi. Non è un bambino particolarmente sveglio.
- Emme (stagioni 1-4), interpretata da Hala Finley, doppiata da Anita Ferraro.
È la figlia più piccola della coppia protagonista, appena iscritta all'asilo.
- Lowell (stagioni 1-4), interpretato da Matt Cook, doppiato da Nanni Baldini.
È un padre casalingo le cui figlie vanno nella stessa scuola di Emme, diventa amico di Adam, vedendolo come un modello da seguire. È un esperto di marketing, e inizierà a lavorare nell'impresa di Don e Adam. È sposato con Jen, un'ex modella avvenente e di successo, sebbene nella terza stagione si apprenderà che lei e Lowell si sono lasciati.
- Don (stagioni 1-4), interpretato da Kevin Nealon, doppiato da Antonio Palumbo.
Il fratello maggiore di Adam, proprietario di Burns Brothers Construction insieme al fratello. È molto oscuro come suo nipote Teddy. È sposato con Marcy e insieme hanno un figlio, Mikey, un ex detenuto. È immaturo e spaventato dalle novità.
- Marie (stagione 1), interpretata da Jessica Chaffin, doppiata da Benedetta Degli Innocenti.
Amica di Adam e Lowell membro del comitato genitori dell'asilo.
- Mrs. Rodriguez (stagione 1), interpretata da Diana-Maria Riva.
La maestra d'asilo di Emme, lei e Adam non si sopportano nella maniera più assoluta. Sarà lei ad affittare la sua casa a Joe e Beverly.
- Joe (stagioni 2-4, ricorrente stagione 1), interpretato da Stacy Keach, doppiato da Gianni Giuliano.
Il padre di Adam e Don, scorbutico, burbero e retrogrado. Benché lui e la moglie Beverly avessero in programma di viaggiare per il paese in camper, decidono di vivere in pianta stabile vicino a Adam e Kate, trasferendosi nella casa della signora Rodriguez.

### Ricorrente
- Marcy, interpretata da Kali Rocha.
La moglie di Don. È una donna arrogante che ama sempre ridicolizzare gli altri.
- Beverly, interpretata da Swoosie Kurtz, doppiata da Graziella Polesinanti.
Moglie di Joe, e madre di Adam e Don.
- Lisa, interpretata da Christine Woods, doppiata da Valentina Favazza.
Promotrice immobiliare e cliente principale di Adam e Don in un progetto di costruzione di un centro commerciale.
- Jen, interpretata da Jenna Dewan, doppiata da Domitilla D'Amico.
Moglie di Lowell, dopo aver smesso di fare la modella ha messo in piedi una sua linea di costumi da bagno. Lei e Lowell si lasceranno.
- Joy, interpretata da Sherri Shepherd, doppiata da Alessandra Cassioli.
La vicina di casa dei Burns, che è anche l'ispettrice del cantiere di Adam.
- Rudy, interpretato da Tim Meadows, doppiato da Luigi Ferraro.
Il vicino dei Burns e il marito di Joy.
- Kelly, interpretata da Jessica St. Clair, doppiata da Perla Liberatori.
È la sorella di Andi. Arrogante, manipolatrice e altezzosa, Adam non la sopporta. Lei e Lowell avranno una breve relazione.

## Produzione
La CBS rese noto l'avvio della produzione della serie, inizialmente nota con il titolo di lavorazione I'm Not Your Friend, l'8 febbraio 2016, quando ordinò la produzione di un episodio pilota basato sulla sceneggiatura scritta dalla coppia sposata di sceneggiatori Jeff e Jackie Filgo. Nella stessa data Matt LeBlanc fu annunciato come protagonista e co-produttore esecutivo, mentre la regia del pilota fu affidata a James Burrows.
Nel mese di marzo 2016, insieme al resto del cast principale, Jenna Fischer era stata ingaggiata per il ruolo della co-protagonista Andi, moglie del personaggio di LeBlanc, Adam. Dopo la produzione del primo episodio fu tuttavia sostituita da Liza Snyder; le scene in cui era apparsa vennero quindi rigirate.
Il 13 maggio 2016 la CBS diede il via libera definitivo alla produzione di una prima stagione di 19 episodi, trasmessa dal 24 ottobre 2016 al 15 maggio 2017. Il 6 gennaio 2017, vengono ordinati altri tre episodi, portando il numero degli episodi a 22.
Il 23 marzo 2017 CBS rinnova la serie per una seconda stagione, in onda dal 13 novembre 2017. Il 27 novembre 2017, vennero ordinati altri otto episodi, portando il numero degli episodi della seconda stagione a 21 episodi.
Il 12 maggio 2018, la serie viene rinnovata per una terza stagione e il 10 maggio 2019 per una quarta che andrà in onda a partire dal 2 aprile 2020.
Il 6 maggio 2020, la CBS, ha cancellato la serie, che terminerà con l'ultimo episodio della quarta stagione.